# Еса (река)
Еса (блр. Эса; рус. Эсса, Эса) белоруска је река која протиче преко територија Крупског рејона Минске области и Чашничког рејона Витепске области. Тече преко Горњоберазинске равнице и Ушачко-Лепељског побрђа.
Укупна дужина водотока је 84 km, а површина басена око 1.040 km². Просечан проток у зони ушћа је око 7,28 m³/s. Око 38 km корита у горњем делу тока је канализовано. Просечна ширина речног корита је између 2 и 5 метара у горњем до 12 метара у доњем делу тока.